# Maison-Dieu de Douvres
L’ hôpital Sainte Mary, « Domus Dei » ou Maison-Dieu, est un édifice d’origine médiévale à Douvres, en Angleterre, qui fait partie de l’ancien hôtel de ville.

## Histoire

### Fondation duXIIIesiècle
La Maison-Dieu est fondée en 1203, par Hubert de Burgh, gouverneur du château de Douvres en tant qu’« hôpital de la Maison-Dieu », pour loger les pèlerins venus du continent pour se rendre sur la tombe de Thomas Becket à la cathédrale de Canterbury. Hubert de Burgh donne les manoirs de River et de Kingsdown pour financer le nouvel hôpital. Simon de Wardune fait également don de certaines terres.
Le bâtiment comporte à l’origine une grande salle, avec cuisine et logements pour le prévôt et les moines qui accordent l’hospitalité à tous les étrangers. L’institution loge des pensionnaires permanents, des soldats pauvres ou blessés, ainsi que des pèlerins.
En 1227, une chapelle est ajoutée, à la consécration de laquelle assiste Henri III d’Angleterre. Elle subsiste aujourd’hui comme salle de tribunal, convertie au XIXe siècle par le Conseil de la ville de Douvres. Une « grande salle » construite en 1253 est considérée être l’actuel  « Stone Hall », qui comporte d’intéressants vitraux. Il abrite des tableaux illustrant l’histoire des corporations urbaines, le drapeau du régiment des Cinq-Ports, des armes, et une armure.

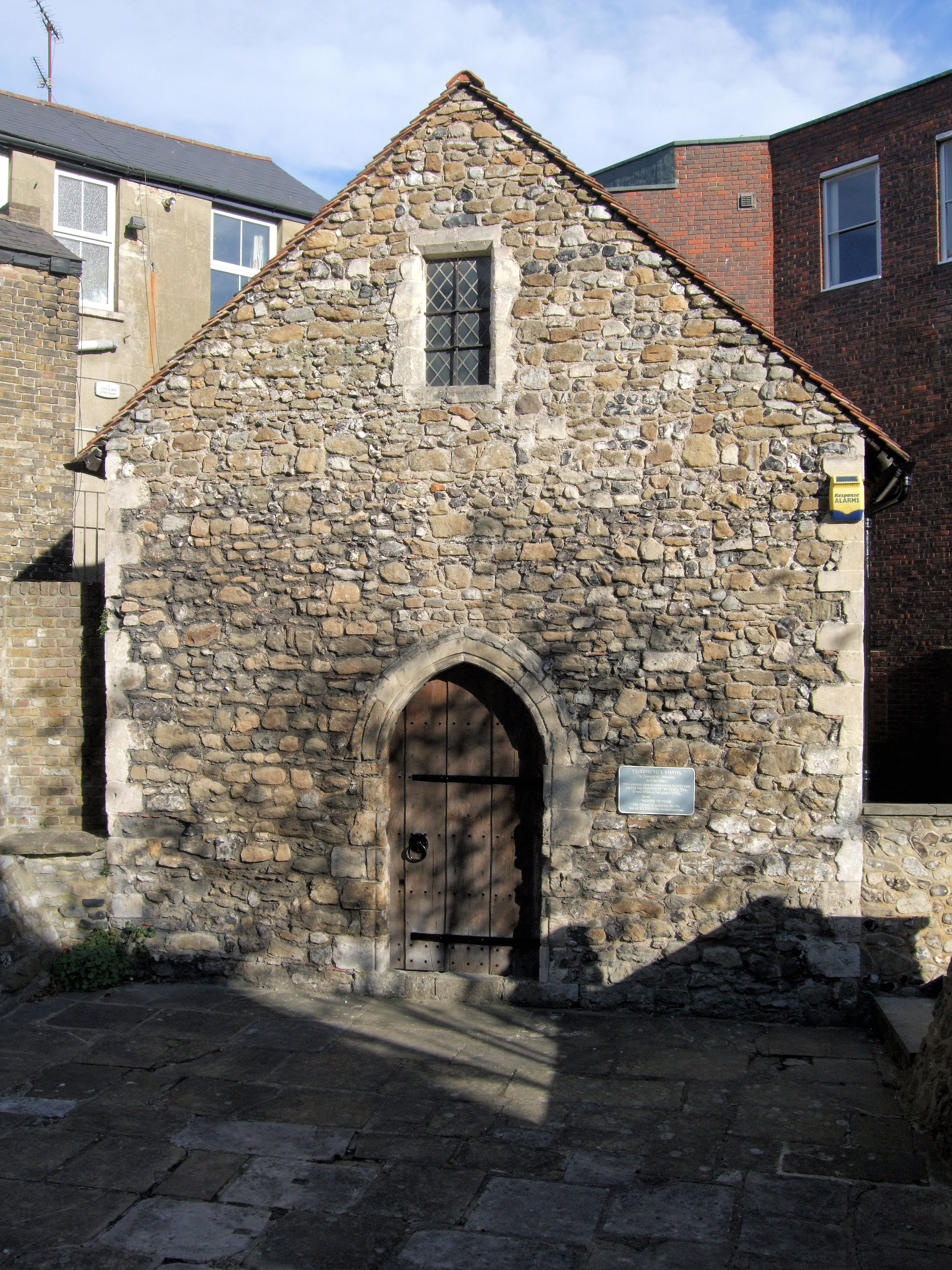
Chapelle St Edmund, à Douvres.

En 1262, la chapelle Saint-Edmund est construite à côté de la Maison-Dieu et de son cimetière pour les pauvres. 

### Dissolution en 1534

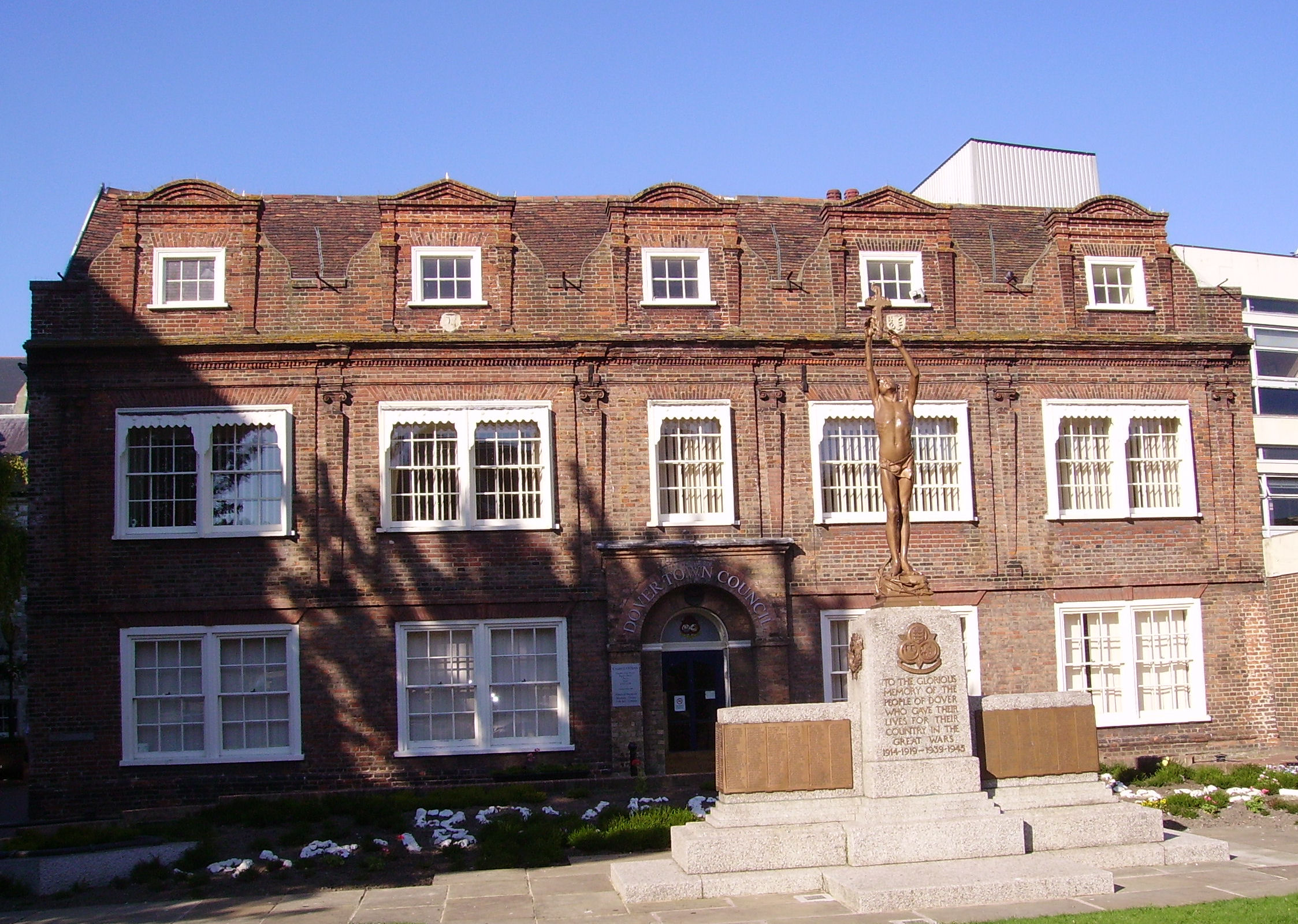
Maison-Dieu House, Douvres (bâtiment annexe à la Maison-Dieu, de 1665).

Lorsqu'en 1534 les ecclésiastiques de cet établissement reconnaissent la suprématie du roi d’Angleterre, Henri VIII, à la tête de l’Église d’Angleterre, cette institution perd son importance religieuse. Dix ans plus tard, l’édifice est remis à la Couronne et, jusqu’en 1830, est utilisé (avec sa chapelle St Edmund) comme base de ravitaillement pour l’armée et la marine.

### XIXesiècle
En 1834, l’édifice est vendu à la communauté urbaine de Douvres qui l’utilise comme hôtel de ville. Le bâtiment est d'abord occupé par le Conseil de la ville après un minimum de restaurations, puis la chapelle est transformée en salle de tribunal, avec prison au-dessous. Enfin les autorités décident de restaurer entièrement l’ensemble, conformément aux suggestions d'Ambrose Poynter (en), architecte de l’époque victorienne.
Le financement des opérations, assuré presque entièrement par la ville, dure sept ans, et William Burges, autre architecte célèbre, élabore le projet de restauration. Le goût de Burges pour le style médiéval peut être observé jusque dans des détails tels les animaux grotesques ou les armoiries intégrées au nouveau concept. Burges dessine aussi la salle du Conseil, qui vient compléter la partie rajoutée en 1867 et, en 1881, il commence à bâtir une grande salle de conférences et de concerts.
Ce nouvel édifice, à l’emplacement de l’ancienne prison, comporte des salles de réunion ainsi que les bureaux du maire et de ses assistants. William Burges est bien l'auteur de l’ensemble du concept; après sa mort, certaines parties ont été complétées par ses partenaires, Pullan et Chapple.

### Depuis le XIXe siècle
En 1939, au début de la Deuxième Guerre mondiale, les vitraux ont été retirés pour être mis à l’abri jusqu’à la fin du conflit. L’hôtel de ville et les vestiges de la Maison-Dieu médiévale ont été protégés au niveau « Grade II » en 1973. La Maison Dieu est classée monument historique.
Elle continue à être utilisée comme l’un des principaux lieux de rencontre à Douvres, et elle est également ouverte au public pour des conférences, mariages, foires, concerts, représentation théâtrales et l’événement annuel que représente White Cliffs Winter Ales Festival .

### Les vitraux
Dans le Stone Hall (salle de pierre) au-dessus de l’entrée, se trouve un grand vitrail représentant les mécènes de l’édifice, avec Hubert de Burgh au centre portant un pourpoint à ses armes. Henri II et Henri III se trouvent à sa droite, Henri IV à sa gauche.
Les vitraux, dessinés par Edward Poynter, fabriqués par William Wailes et livrés en 1856, ont été donnés par Mrs Mary Bell (cousine de William Kingsford, propriétaire de la Maison-Dieu jusqu’à sa mort en 1856).

Cette notice est tirée en totalité ou en partie de la version anglaise de Wikipedia.